# Azzurra (cràter)
Azzurra és un cràter de l'asteroide de la família Coronis del cinturó principal, (243) Ida, situat amb el sistema de coordenades planetocèntriques a 30.5 ° de latitud nord i 217.2 ° de longitud est. Fa un diàmetre de 9.6 km. El nom va ser fet oficial per la UAI el 1997 i fa referència a la Gruta Blava de l'illa de Capri (Itàlia).